# Cristóvão Pereira de Abreu
Cristóvão Pereira de Abreu (Ponte de Lima, 13 de julho de 1678 — Rio Grande, 22 de novembro de 1755) foi um militar português e como bandeirante é considerado o mais importante tropeiro no Brasil.[carece de fontes?]
Construiu o Forte Jesus, Maria, José de Rio Grande, demarcou limites e iniciou o povoamento do Porto dos Casais, em 1753.
Há também referências da morte de Cristóvão Pereira de Abreu em 22 de novembro de 1755, na Vila do Rio Grande de São Pedro, hoje cidade do Rio Grande. Está sepultado na capela de Nossa Senhora da Lapa.
O coronel Cristóvão Pereira de Abreu foi o protótipo do explorador, bandeirante, sertanista e combatente, ao lutar contra os franceses no Rio de Janeiro e, depois, contra as tropas espanholas nos pampas gaúchos. Foi consagrado como o primeiro homem a cruzar, por via planaltina, o território entre o Rio Grande do Sul e São Paulo com ajuda de 70 bandeirantes paulistas, levando uma tropa de 3000 cabeças de cavalgaduras e gado, inaugurando o ciclo comercial da região sulina.

## História
Em 1704 chegou à cidade do Rio de Janeiro e, em 1711, participou da junta organizada para deliberar sobre o resgate da cidade, tomada por corsários franceses sob o comando de René Duguay-Trouin.
Ocupou-se do desbravamento da Colônia do Sacramento em 1727.Cristóvão apresentou então um plano ousado ao governador da Capitania de São Paulo, Rodrigo César de Meneses, o de abrir uma nova rota para ligar a planície de  Viamão e retirar reses de gado já trazidas de Sacramento por Francisco de Brito Peixoto e suas tropas.
De Sorocaba dirigiu-se para Laguna pelo caminho geral com aproximadamente 70 homens do Vale do Paraíba e um piloto, e fazendo na volta um novo roteiro, entre os campos de Viamão e os campos de Lages, passando novamente por Mafra, Ponta Grossa, Castro, Itararé, Sorocaba e, finalmente, chegando a São Paulo, no período de 1727 a 1733; prosseguiu para Minas Gerais, que alcançou em 1735.
Quando ocorreu uma investida dos espanhóis contra a Colônia do Sacramento, comandou uma expedição que ocupou a povoação do Rio Grande. Por ocasião da demarcação das fronteiras meridionais brasileiras, percorreu com duzentos homens paulistas a linha de limite, desde o Rio Pardo até ao Sacramento, em 1752.